# Dies ist Klaus
 Dies ist Klaus  ist ein Lied des deutschen Sängers Heinz Rudolf Kunze, für das Kunze den Text und die Komposition schuf. Es wurde im Oktober 1985 auf dem Album Dein ist mein ganzes Herz veröffentlicht. Die Single erschien 1986.

## Text und Musik
Der Song thematisiert die Arbeit eines Polizeispitzels. Während der Proteste gegen die Erweiterung des Flughafens Frankfurt am Main mit der Startbahn West in den 80er Jahren, wie auch bei anderen Protesten, hatten sich Polizisten in Zivil unter die Demonstranten gemischt und provoziert, so dass die Polizei gegen die ansonsten friedlichen Demonstranten vorgehen konnte.
Kunze beschreibt den fiktiven Klaus, der einmal pro Woche in ein Gebäude geht, vor dem bis auf sein eigenes Auto nur „grüne Wagen“ stehen (Polizeiwagen). Vermutlich aufgrund guter Bezahlung kann sich Klaus selbst seit kurzem einen Sportwagen (Golf GTI) mit Sonderausstattung (weißes Lenkrad) leisten sowie teure Urlaube („Im Winter fährt er Ski“). Auf einer Demo in Bonn trägt Klaus ein lila Halstuch, während des Staatsbesuchs jedoch einen Knüppel. Dies deutet auf den Rollentausch zwischen seiner Rolle als Demonstrant und Polizist hin. Als Vorlage diente Kunze hier wohl Peter Urbach – auch genannt S-Bahn-Peter, dessen Erkennungszeichen auf Demos ein lila Halstuch war. Urbach war ein V-Mann des Berliner Verfassungsschutzes und Agent Provocateur in den späten 1960er Jahren. Er zeigte den Demonstranten, wie man Autos so umkippt, so dass Benzin aus dem Tank läuft und dann nur ein Streichholz nötig ist, um einen Brand auszulösen. Zudem lieferte er die ersten Molotowcocktails, die erste Schusswaffe sowie Sprengsätze an die Linke Szene, um diese zu Straftaten zu verleiten.
Der Song endet damit, dass Klaus gegenüber seiner Freundin angibt diesen Job machen zu müssen. Ein Hinweis darauf, dass es sich um keine moralisch integere Tätigkeit handelt, der er nachgeht.
In seiner Biographie Werdegang schrieb Heinz Rudolf Kunze, dass er mit diesem Song ein Pendant zu Elton Johns I’m Still Standing schaffen wollte. Den markanten Refrain „Besondere Kennzeichen: Keine“ war inspiriert durch die Angaben auf dem Personalausweis. Möglicherweise auch ein Hinweis auf die Deckung von Klaus durch die Polizei durch eine gelöschte Personalakte.